# Futsal-Weltmeisterschaft 2012
Die 7. FIFA Futsal-Weltmeisterschaft 2012 wurde vom 1. bis 18. November in Thailand ausgetragen. Erstmals nahmen 24 Mannschaften an dem Futsal-Turnier teil. Die Begegnungen fanden in zwei Hallen in Bangkok und einer Halle in Nakhon Ratchasima statt. Titelverteidiger Brasilien gewann durch einen 3:2-Erfolg nach Verlängerung gegen Spanien seinen fünften Titel.

## Gastgeber und Austragungsorte
Thailand erhielt den Zuschlag am 19. März 2010, Interesse an einer Ausrichtung hatte zudem auch der Iran bekundet. Nach Hongkong 1992 und Taiwan 2004 fand die Futsal-WM zum dritten Mal in Asien statt. Die Spiele fanden in zwei Hallen in der Hauptstadt Bangkok und in einer Halle in Nakhon Ratchasima statt.
| Bangkok |

| Nakhon Ratchasima |

| Bangkok |

| Nakhon Ratchasima |

Als vierte Spielstätte war ursprünglich die 2012 neu erbaute Bangkok Futsal Arena vorgesehen. Aufgrund von Verzögerungen und Mängeln während der Bauphase, verursacht durch starke Regenfälle, konnten jedoch die Kriterien und Sicherheitsvorgaben der FIFA nicht erfüllt werden, so dass die geplanten Spiele der Vor- und Finalrunde in die beiden anderen Arenen von Bangkok verlegt wurden.

## Teilnehmer
Das Teilnehmerfeld wurde von 20 auf 24 Mannschaften aufgestockt. Gastgeber Thailand war automatisch qualifiziert.
| 7 aus Europa                  | Italien     | Portugal   | Russland  | Serbien    |
|                               | Spanien     | Tschechien | Ukraine   |            |
| 4 aus Südamerika              | Argentinien | Brasilien  | Kolumbien | Paraguay   |
| 5 aus Asien                   | Thailand    | Iran       | Japan     | Australien |
|                               | Kuwait      |            |           |            |
| 4 aus Nord- und Mittelamerika | Costa Rica  | Guatemala  | Mexiko    | Panama     |
| 3 aus Afrika                  | Ägypten     | Libyen     | Marokko   |            |
| 1 aus Ozeanien                | Salomonen   |            |           |            |

Während Deutschland und Österreich bei der UEFA für die Qualifikationsturniere gar nicht gemeldet hatten, scheiterte die Schweiz in der Vorrunde, die in der Zeit von 20. bis 23. Oktober 2011 in Veles (Mazedonien) ausgetragen wurde, als Gruppenletzter an Mazedonien (2:10), Frankreich (0:7) und Montenegro (0:9).

## Vorrunde
Die Auslosung der Gruppen fand am 24. August 2012 in der thailändischen Hauptstadt Bangkok im St. Regis Hotel statt.

### Gruppe A
Bis auf eine Ausnahme alle Spiele in Bangkok im Hun Mark Indoor Stadium.
| 1. November 2012, 11:00 Uhr & 13:00 Uhr        |   |            |            |
| Ukraine                                        | – | Paraguay   | 03:3 (1:1) |
| Thailand                                       | – | Costa Rica | 03:1 (1:0) |
| 4. November 2012, 11:00 Uhr & 13:00 Uhr        |   |            |            |
| Paraguay                                       | – | Costa Rica | 03:6 (2:0) |
| Thailand                                       | – | Ukraine    | 03:5 (0:5) |
| 7. November 2012, 13:00 Uhr, Nakhon Ratchasima |   |            |            |
| Costa Rica                                     | – | Ukraine    | 01:6 (0:3) |
| 7. November 2012, 13:00 Uhr                    |   |            |            |
| Paraguay                                       | – | Thailand   | 03:2 (3:1) |

### Gruppe B
Bis auf eine Ausnahme alle Spiele in Bangkok im Hun Mark Indoor Stadium.
| 2. November 2012, 13:00 Uhr & 15:00 Uhr                        |   |         |            |
| Panama                                                         | – | Marokko | 08:3 (1:3) |
| Spanien                                                        | – | Iran    | 02:2 (2:0) |
| 5. November 2012, 13:00 Uhr & 15:00 Uhr                        |   |         |            |
| Marokko                                                        | – | Iran    | 01:2 (1:1) |
| Spanien                                                        | – | Panama  | 08:3 (5:1) |
| 8. November 2012, 13:00 Uhr, Bangkok (Nimibutr Indoor Stadium) |   |         |            |
| Iran                                                           | – | Panama  | 04:3 (3:1) |
| 8. November 2012, 13:00 Uhr                                    |   |         |            |
| Marokko                                                        | – | Spanien | 01:5 (0:3) |

### Gruppe C
Bis auf eine Ausnahme alle Spiele in Nakhon Ratchasima in der Korat Chatchai Hall.
| 1. November 2012, 13:00 Uhr & 15:00 Uhr                        |   |           |            |
| Libyen                                                         | – | Portugal  | 01:5 (1:3) |
| Brasilien                                                      | – | Japan     | 04:1 (1:0) |
| 4. November 2012, 13:00 Uhr & 15:00 Uhr                        |   |           |            |
| Portugal                                                       | – | Japan     | 05:5 (5:2) |
| Brasilien                                                      | – | Libyen    | 13:0 (5:0) |
| 7. November 2012, 11:00 Uhr, Bangkok (Hua Mark Indoor Stadium) |   |           |            |
| Japan                                                          | – | Libyen    | 04:2 (1:1) |
| 7. November 2012, 11:00 Uhr                                    |   |           |            |
| Portugal                                                       | – | Brasilien | 01:3 (1:1) |

### Gruppe D
Bis auf eine Ausnahme alle Spiele in Bangkok im Nimibutr Indoor Stadium.
| 2. November 2012, 11:00 Uhr & 13:00 Uhr                        |   |             |            |
| Italien                                                        | – | Australien  | 09:1 (4:0) |
| Argentinien                                                    | – | Mexiko      | 05:1 (2:0) |
| 5. November 2012, 11:00 Uhr & 13:00 Uhr                        |   |             |            |
| Australien                                                     | – | Mexiko      | 03:1 (0:1) |
| Argentinien                                                    | – | Italien     | 02:3 (1:2) |
| 8. November 2012, 11:00 Uhr, Bangkok (Hua Mark Indoor Stadium) |   |             |            |
| Mexiko                                                         | – | Italien     | 02:5 (0:1) |
| 8. November 2012, 11:00 Uhr                                    |   |             |            |
| Australien                                                     | – | Argentinien | 01:7 (1:3) |

### Gruppe E
Bis auf eine Ausnahme alle Spiele in Bangkok im Hua Mark Indoor Stadium.
| 3. November 2012, 13:00 Uhr & 15:00 Uhr                 |   |            |            |
| Tschechien                                              | – | Kuwait     | 03:2 (1:0) |
| Ägypten                                                 | – | Serbien    | 01:3 (0:0) |
| 6. November 2012, 13:00 Uhr & 15:00 Uhr                 |   |            |            |
| Kuwait                                                  | – | Serbien    | 02:7 (0:3) |
| Ägypten                                                 | – | Tschechien | 07:2 (2:1) |
| 9. November 2012, 13:00 Uhr, Bangkok (Nimibutr Stadium) |   |            |            |
| Serbien                                                 | – | Tschechien | 02:2 (1:0) |
| 9. November 2012, 13:00 Uhr                             |   |            |            |
| Kuwait                                                  | – | Ägypten    | 04:3 (4:1) |

### Gruppe F
Bis auf eine Ausnahme alle Spiele in Bangkok im Nimibutr Indoor Stadium.
| 3. November 2012, 11:00 Uhr & 13:00 Uhr                        |   |           |            |
| Guatemala                                                      | – | Kolumbien | 05:2 (1:2) |
| Russland                                                       | – | Salomonen | 16:0 (8:0) |
| 6. November 2012, 11:00 Uhr & 13:00 Uhr                        |   |           |            |
| Kolumbien                                                      | – | Salomonen | 11:3 (3:3) |
| Russland                                                       | – | Guatemala | 09:0 (6:0) |
| 9. November 2012, 11:00 Uhr, Bangkok (Hua Mark Indoor Stadium) |   |           |            |
| Salomonen                                                      | – | Guatemala | 04:3 (2:1) |
| 9. November 2012, 11:00 Uhr                                    |   |           |            |
| Kolumbien                                                      | – | Russland  | 00:2 (0:1) |

## Finalrunde

### Achtelfinale
| 11. November 2012 | Bangkok (Hua Mark) | Paraguay  | – | Portugal    | 01:4 (0:2) |
| 11. November 2012 | Bangkok (Hua Mark) | Ukraine   | – | Japan       | 06:3 (6:0) |
| 11. November 2012 | Bangkok (Nimibutr) | Spanien   | – | Thailand    | 07:1 (2:0) |
| 11. November 2012 | Bangkok (Nimibutr) | Iran      | – | Kolumbien   | 01:2 (0:0) |
| 12. November 2012 | Nakhon Ratchasima  | Italien   | – | Ägypten     | 05:1 (3:1) |
| 12. November 2012 | Nakhon Ratchasima  | Brasilien | – | Panama      | 16:0 (8:0) |
| 12. November 2012 | Bangkok (Hua Mark) | Russland  | – | Tschechien  | 03:0 (2:0) |
| 12. November 2012 | Bangkok (Hua Mark) | Serbien   | – | Argentinien | 01:2 (0:2) |

### Viertelfinale
| 14. November 2012 | Bangkok (Hua Mark) | Argentinien | – | Brasilien | 02:3 n. V. (2:2, 2:0) |
| 14. November 2012 | Bangkok (Hua Mark) | Kolumbien   | – | Ukraine   | 03:1 (0:0)            |
| 14. November 2012 | Bangkok (Nimibutr) | Portugal    | – | Italien   | 03:4 n. V. (3:3, 3:0) |
| 14. November 2012 | Bangkok (Nimibutr) | Spanien     | – | Russland  | 03:2 (3:1)            |

### Halbfinale
| 16. November 2012 | Bangkok (Hua Mark) | Italien   | – | Spanien   | 01:4 (0:1) |
| 16. November 2012 | Bangkok (Hua Mark) | Brasilien | – | Kolumbien | 03:1 (1:1) |

### Spiel um Platz 3
| 18. November 2012 | Bangkok (Hua Mark) | Italien | – | Kolumbien | 03:0 (0:0) |

### Finale
| 18. November 2012 | Bangkok (Hua Mark) | Spanien | – | Brasilien | 02:3 n. V. (2:2, 0:0) |

## Beste Torschützen
Maßgebend für die Torschützenliste bzw. die Wertung zum "adidas Goldenen Schuh" sind bei gleicher Anzahl an Toren die Zahl der Vorlagen.
| Rang | Spieler           | Tore |
| ---- | ----------------- | ---- |
| 1    | Eder Lima         | 9    |
| 2    | Rodolfo Fortino   | 8    |
| 3    | Fernandinho       | 7    |
| 4    | Fernando Cardinal | 7    |
|      | Ricardinho        | 7    |
| 6    | Saad Assis        | 7    |
| 7    | Neto              | 7    |
| 8    | Je                | 6    |
| 9    | Denys Ovsiannikov | 5    |
|      | Jevgen Rogachov   | 5    |
| 11   | Cirilo            | 5    |
| 12   | Sergej Sergejew   | 5    |
| 13   | Cristian Borruto  | 5    |
|      | Lozano            | 5    |

## Auszeichnungen
Der Goldene Ball für den wertvollsten Spieler des Turniers ging an den Brasilianer Neto. Den Silbernen Ball erhielt der Spanier Kike und den Bronzenen Ball der Portugiese Ricardinho. Den Goldenen Schuh für den besten Torschützen erhielt der Russe Eder Lima vor dem Italiener Rodolfo Fortino und dem Brasilianer Fernandinho. Der Goldene Handschuh ging an den Italiener Stefano Mammarella. Den Fair-Play-Preis erhielt die Mannschaft aus Argentinien.

## Schiedsrichter
Beim Futsal kommen jeweils zwei nach den Futsal-Regeln ausgebildete Schiedsrichter zum Einsatz. Diese haben die uneingeschränkte Befugnis, den Spielregeln im jeweiligen Spiel Geltung zu verschaffen. Bei den Spielen der WM kam zusätzlich ein Ersatz-Schiedsrichterassistent zum Einsatz, der die beiden Schiedsrichter insbesondere bei Auswechslungen unterstützte.
Insgesamt wurden von der FIFA für die WM 38 Schiedsrichter nominiert. Dabei stellten die UEFA zehn, die AFC und die CONMEBOL jeweils acht, die CONCACAF sechs, die CAF vier und die OFC zwei Spielleiter.
Brasilien und Panama waren die einzigen Nationen, die jeweils zwei Schiedsrichter stellten. Eine weitere Besonderheit war, dass Brasilien mit Renata Leite die einzige Schiedsrichterin in der Männerriege aufbot. Jüngster Schiedsrichter war der 28-jährige Rex Kamusu von den Salomonen während der 45-jährige Brasilianer Sandro Brechane der Senior der Spielleiter war. Aus Deutschland, Österreich und der Schweiz, wo Futsal eine eher untergeordnete Rolle spielt, war kein Schiedsrichter nominiert.
Mit der Leitung des Endspiels zwischen Brasilien und Spanien wurde der 39-jährige Peruaner Héctor Rojas, der bereits bei der Futsal-WM 2008 zum Einsatz kam, beauftragt. Für das Spiel um den dritten Platz zwischen Italien und Kolumbien wurde der Angolaner Jose Katemo nominiert.
| Verband  | Schiedsrichter             |
| -------- | -------------------------- |
| AFC      | Nurdin Bukuev              |
| AFC      | Mohamad Chami              |
| AFC      | Scott Kidson               |
| AFC      | Jang KwanKim               |
| AFC      | Naoki Miyatani             |
| AFC      | Shukhrat Pulatov           |
| AFC      | Alireza Sohrabi            |
| AFC      | Youze Thang                |
| AFC      | Kaveepol Kamawitee Reserve |
| CAF      | Saheed Ayeni               |
| CAF      | Said Kadara                |
| CAF      | Jose Katemo                |
| CAF      | Eduardo Mahumane           |
| CONCACAF | Wenceslaos Aguilar         |
| CONCACAF | Sergio Cabrera             |
| CONCACAF | Alexander Cline            |
| CONCACAF | Carlos González            |
| CONCACAF | Geovanny Lopez             |
| CONCACAF | Francisco Rivera           |

| Verband  | Schiedsrichter     |
| -------- | ------------------ |
| CONMEBOL | Sandro Brechane    |
| CONMEBOL | Oswaldo Gomez      |
| CONMEBOL | Jaime Jativa       |
| CONMEBOL | Renata Leite       |
| CONMEBOL | Daniel Rodriguez   |
| CONMEBOL | Hector Rojas       |
| CONMEBOL | Joel Ruiz          |
| CONMEBOL | Dario Santamaria   |
| OFC      | Amitesh Behari     |
| OFC      | Rex Kamusu         |
| UEFA     | Marc Birkett       |
| UEFA     | Eduardo Fernandes  |
| UEFA     | Fernando Lumbreras |
| UEFA     | Karel Henych       |
| UEFA     | Danijel Janosevic  |
| UEFA     | Gábor Kovács       |
| UEFA     | Pascal Lemal       |
| UEFA     | Francesco Massini  |
| UEFA     | Ivan Shabanov      |
| UEFA     | Borut Sivic        |